# Margiana

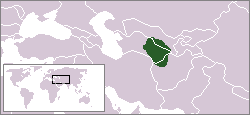
Margiana, 300 î.Hr..

Margiana (în latină Margiana, prin greacă Μαργιανή, din Margu în vechea persană) era o satrapie a Persiei ahemenide situată în jurul anticei Alexandria din Margiana / Alexandria Margianei, denumită Merv în Evul Mediu și devenită actualul oraș Mary din Turkmenistan.

## Istorie
Margiana este menționată, pentru prima dată, în celebra inscripție de la Behistun, din anul 515 î.Hr., datorată lui Darius I.

## Geografie
Strabon spunea că Margiana era o câmpie foarte fertilă, mărginită de deșerturi.
Râul principal era Margo (de la care, cu siguranță, provenea denumirea țării), care astăzi se numește Murgab.
Potrivit lui Strabon, regele seleucid ar fi înconjurat teritoriul cultivabil al Margianei cu un zid lung de 1.500 de stadii.
În Antichitate, în afară de Alexandria Margianei, cunoscută și sub denumirea de Antiohia Margianei, în acest teritoriu au mai fost identificate și Nisaea sau Nesaea, Ariaca și Jasonion sau Jasonium.